# Melouromyia diaphorus
Melouromyia diaphorus är en tvåvingeart som beskrevs av Jason Gilbert Hayden Londt 2002. Melouromyia diaphorus ingår i släktet Melouromyia och familjen rovflugor. Inga underarter finns listade i Catalogue of Life.